# Willem de Vries (voetballer)
Willem de Vries (Enschede, 20 oktober 1942) is een voormalig Nederlands voetballer.

## Spelerscarrière
De Vries debuteerde op zestienjarige leeftijd in het eerste elftal van de Enschedese Boys, dat destijds in de Eerste divisie speelde. Hij was in 1961 aanvoerder van de Nederlandse UEFA-jeugd tijdens een jeugdtoernooi in Portugal. In 1963 maakte hij de overstap naar Eredivisionist Sportclub Enschede, waar hij uitgroeide tot een vaste basisspeler. Nadat deze club op 1 juli 1965 opging in FC Twente, was De Vries de eerste die een contract tekende bij de fusieclub.
Onder trainer Kees Rijvers, die in 1966 Friedrich Donenfeld opvolgde, werd De Vries aanvoerder. Hij speelde, hoewel hij geen doelman was, jarenlang met rugnummer 1. In tien seizoenen speelde hij 289 competitiewedstrijden, 23 bekerwedstrijden en 34 Europa Cupwedstrijden voor de Tukkers. In het seizoen 1971/72 vormde hij met Kees van Ierssel, Epi Drost, Kalle Oranen en doelverdediger Piet Schrijvers de vaste waarden in de defensie van Twente, die dat seizoen slechts dertien tegendoelpunten te verwerken kreeg, een nationaal laagterecord. Hij scoorde in totaal 23 Eredivisiedoelpunten. De Vries werd door bondscoach Georg Kessler eenmaal opgeroepen voor een wedstrijd van het Nederlands elftal, maar moest zich geblesseerd afmelden.
De Vries stopte in 1975 met betaald voetbal. Zijn laatste wedstrijd was een thuiswedstrijd tegen Feyenoord op 11 mei 1975. In de finales van de KNVB beker en de UEFA Cup die FC Twente die maand speelde, stond De Vries niet opgesteld. Hij ging fulltime aan de slag bij de Betoncentrale Twenthe, waar hij tijdens zijn loopbaan al op parttime-basis werkte. Voor De Telegraaf bezocht hij jarenlang als rapporteur voetbalwedstrijden in de Eredivisie.